# Јаничар (песма)
Јаничар је песма српског певача Предрага Гојковића Цунета. Први пут је објављена 1981. године, на истоименом Гојковићевом студијском албуму, који је изашао под окриљем издавачке куће Југодиск. Текст песме описује данак у крви.

## О песми
Текст је написао Радомир Васиљевић, док је музику компоновао Новица Неговановић. Аранжман је осмислио Драган Кнежевић, а Гојковића је на првобитном снимку пратио Студијски оркестар Југодиска.
Године 2018, у избору 60 најлепших народних песама, који је Радио-телевизија Србије приредила поводом шест деценија постојања Телевизије Београд, ова нумера је на основу гласова гледалаца и слушалаца заузела пето место. Гојковић је преминуо у јулу 2017. године, па је за потребе овог избора песму отпевао Чеда Марковић.